# 霍尔迪·比利亚坎帕
霍尔迪·比利亚坎帕（西班牙語：Jordi Villacampa，1963年10月11日—），西班牙篮球运动员。他曾代表西班牙参加1986年、1990年和1994年国际篮联世界锦标赛。他也曾出战1988年和1992年夏季奥林匹克运动会。